# Jollibee Foods Corporation
Jollibee Foods Corporation (JFC) est une multinationale philippines du secteur de l'alimentation fondée en 1978. Elle est notamment propriétaire de la chaîne de restauration rapide Jollibee, très populaire sur l'archipel. Elle est cotée à la bourse de Manille.

## Histoire
En décembre 2018, le groupe JFC devient propriétaire à 100% de la chaîne américaine de restaurants Smashburger. En juillet 2019, Jollibee annonce l'acquisition de Coffee Bean & Tea Leaf, une chaîne de café américaine, pour 100 millions de dollars.
En 2016, le groupe est engagé dans l'ouverture de 1400 Dunkin Donuts en Chine.